# Sun Guoyou
| 546049 Zhujin       | 23 dicembre 2011 |
| 616689 Yihangyiyang | 1º novembre 2016 |

Sun Gouyou (孙国佑T, Sun GuoyouP; Wenzhou, 1984) è un astronomo amatoriale cinese.
Il Minor Planet Center gli accredita le scoperte di due asteroidi effettuate tra il 2011 e il 2016, entrambe in collaborazione con Gao Xing.
Gli è stato dedicato l'asteroide 546756 Sunguoyou.
Ha ricevuto il premio Edgar Wilson nel 2015.